# Koerich
Koerich är en kommun och en by i västra Luxemburg. Den ligger i kantonen Canton de Capellen och distriktet Luxemburg, i den sydvästra delen av landet, 14 kilometer nordväst om huvudstaden Luxemburg. Antalet invånare är 2 440. Arean är 18,9 kvadratkilometer. Koerich gränsar till Hobscheid och Steinfort.

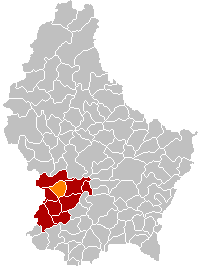
Koerich markerad med orange i karta över Luxemburg